# SBB Tm 235
Der Tm 235 ist ein ehemaliger zweiachsiger Bautraktor der Schweizerischen Bundesbahnen (SBB)
der Bauart Robel Bamowag 54.22 für Wartungsarbeiten am Fahrweg. Bamowag steht für Bahnmotorwagen. Das Fahrzeug entspricht den deutschen Rottenkraftwagen der Bauart Klv (Kleinfahrzeug mit Verbrennungsmotor) und ist eine Weiterentwicklung des unter anderem von Robel durch die Deutsche Bundesbahn in über 800 Fahrzeugen bis 1981 beschafften DB Klv 53.

## Technik
Der Hauptmotor entwickelt eine Leistung von 368 kW, die Höchstgeschwindigkeit beträgt 80 km/h, geschleppt 100 km/h, womit sie den regulären Betrieb bei Überführungen nicht behindern. Der Motor treibt über ein hydrostatisches Getriebe beide Achsen an. An der Ladefläche ist ein hydraulischer Ladekran mit einer maximalen Hebelast von 8 to vorhanden. Die werksseitige Typenbezeichnung 54.22 wird für eine Produktpalette von Gleiskraftwagen benutzt, die etwa zehn Jahre später in modernisierter und leistungsstärkeren Form mit klimatisierter Fahrerkabine wieder in grösseren Serien beispielsweise an schweizerische Privatbahnen wie die Bern-Lötschberg-Simplon-Bahn (BLS), an die ÖBB und an die Deutsche Bahn gingen.

## Einsatz
Alle an die Schweizerischen Bundesbahnen gelieferten Fahrzeuge des Baudiensttraktor «Robel», die über ein Leasing-Verfahren beschafft wurden, waren seit 1999 und bis zuletzt bei SBB Infrastruktur eingestellt. Die mit der Aufteilung der SBB 1999 ebenfalls verbundene Verringerung des Güterverkehrs machte viele Bautraktoren überflüssig. Im Baudienst sind nur noch Fahrzeuge gefragt, die als Zugfahrzeug für Zugfahrten mit 80–100 Kilometer pro Stunde geeignet sind und mehrere beladene Wagen mitnehmen können. Die leistungsschwächeren Fahrzeuge, die in der Regel den einzelnen Baurotten oder Bahnhöfen zugeteilt waren, wurden nach 1999 fast alle ausrangiert. Deswegen wurde diese Baureihe 2002 bis 2007 ausser Dienst gestellt. Bei den SBB blieb der Tm 235 eine Splittergattung, auch war der Besteller nicht in die Konzeption mit eingebunden, was einige Unzulänglichkeiten zur Folge hatte. Bei der Nachbeschaffung fiel die Wahl dann auch auf den Baudiensttraktor «Ameise» SBB Tm 234.
Tm 235 001 gelangte zur Firma Panlok nach Emmenbrücke, die den Werksverkehr des dortigen Stahlwerks durchführt. Dort steht er bis heute im Einsatz.

## Lieferungen

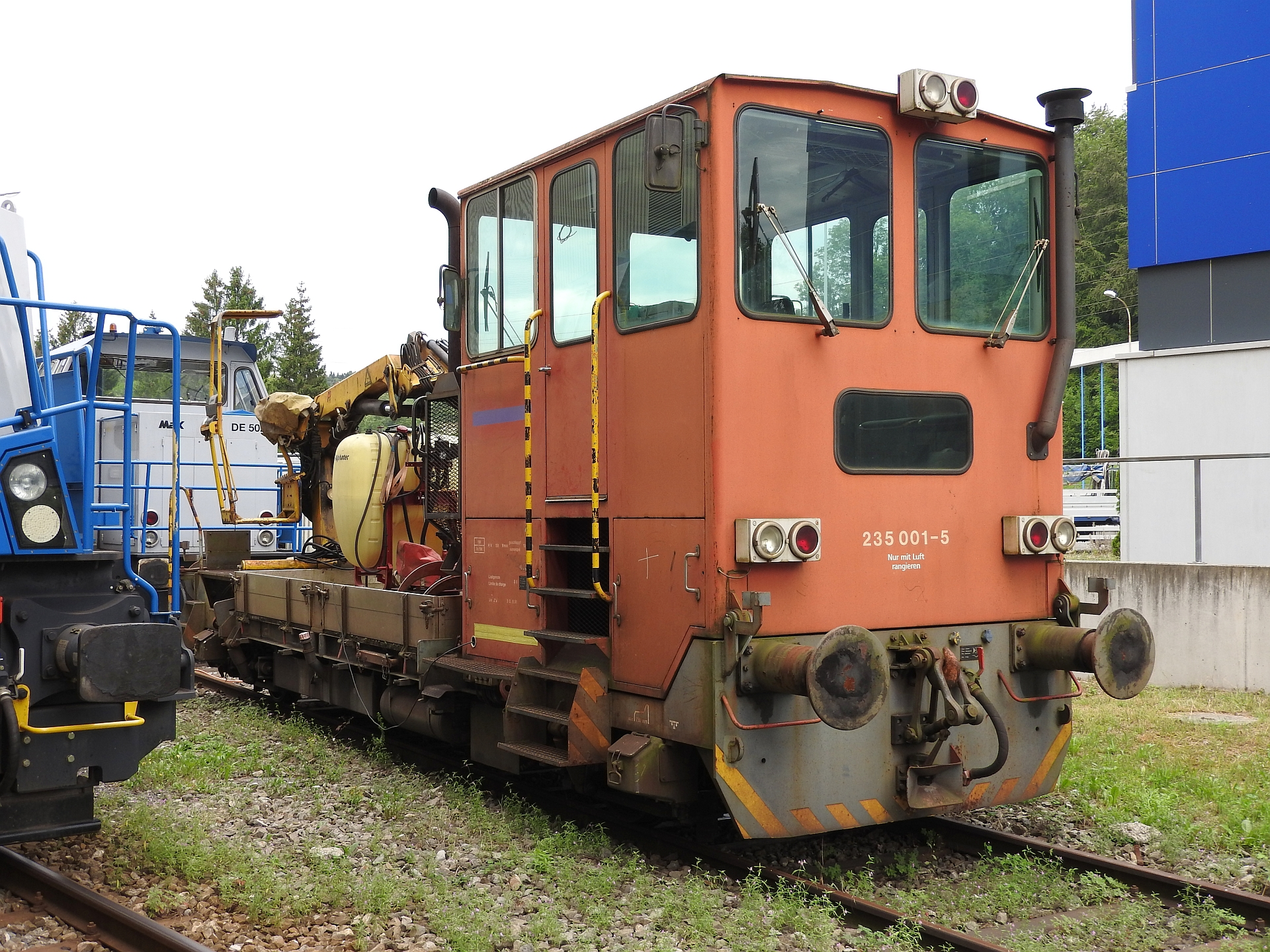
Tm 235 001 bei Panlok in Emmenbrücke

Die Type wurde 1991 und 1992 von der Firma Robel Bahnbaumaschinen aus Freilassing in insgesamt 15 Einheiten für die SBB gebaut und nach der neuen, 1988 eingeführten und zum Zeitpunkt der Lieferung nochmals revidierten Bauartbezeichnung als Tm 235 000 bis Tm 235 014 eingereiht. In der revidierten Version wurde diese Baureihennummer (dritte und vierte Ziffer) der privaten BLS zugeteilt, die Tm 235 000–014 behielten aber ihre ursprünglichen Nummern bis zur Ausrangierung. Ein nahezu baugleiches Fahrzeug wurde 1993 an die deutsche AKN in Kaltenkirchen geliefert und dort als Klv 2 bezeichnet, hatte aber als Aufbau eine modernere Zweiseiten-Stahlkippbrücke.